# Trichopteryx pallida
Trichopteryx pallida là một loài bướm đêm trong họ Geometridae.